# Castanho mordente 13
Castanho mordente 13  é o composto orgânico, corante azo-composto, de fórmula C12H11N4NaO4S e massa  molecular 330,30. Classificado com o número CAS 6054-80-4, C.I. 13225.

## Obtenção
É obtido pela diazotação do ácido 3-amino-4-hidroxibenzenossulfônico e copulação com benzeno-1,3-diamina.